# جون ليونارد أندرسون
جون ليونارد أندرسون (بالإنجليزية: John Leonard Anderson) (من مواليد 1945) هو بروفيسور أمريكي متخصص في الهندسة الكيميائية، شغل منصب الرئيس الثامن لمعهد إلينوي للتكنولوجيا. قبل تعيينه في معهد IIT. كما تقلد مناصب أكاديمية في العديد من المؤسسات، حيث عمل كقائد لجامعة كيس ويسترن ريزيرف وعميد كلية الهندسة بجامعة كارنيغي ميلون.

## سيرته الذاتية
وُلد أندرسون وترعرع في ويلمنغتون بولاية ديلاوير، والتحق بجامعة ديلاوير حيث حصل على شهادة البكالوريوس في الهندسة الكيميائية في عام 967. ثم ذهب للحصول على درجة الدكتوراة في الهندسة الكيميائية، وحصل عليها في عام 1971 من جامعة إلينوي في أوربانا-شامبين.
كان أندرسون جزءًا من هيئة التدريس بجامعة كورنيل لمدة خمس سنوات، حيث شغل منصب أستاذ مساعد للهندسة الكيميائية. وفي 1 سبتمبر 1976، غادر جامعة كورنيل لبدء مهنة مدتها 28 عامًا في جامعة كارنيجي ميلون. بدأ كمدير مشارك، وسرعان ما أصبح مديرًا لبرنامج الهندسة الطبية الحيوية. استمر في التدريس الجامعي في جامعة كارنيجي ميلون قبل أن يُمنَح منصب أستاذ جامعي في 1 يوليو 1994، وهو أعلى رتبة لأستاذ في هذه المؤسسة. وبعد ذلك بعامين، عُيّن عميدًا لكلية الهندسة وظلّ في هذا المنصب لمدة ثماني سنوات قبل أن يغادر الجامعة في 1 أبريل 2004 ليصبح نائب رئيس الجامعة، وأستاذ الهندسة الكيميائية في كيس ويسترن ريزيرف. انتُخب في الأكاديمية الوطنية للهندسة عام 1992، كما انتُخب كزميل في الأكاديمية الأمريكية للفنون والعلوم في عام 2005.
خدم جون في جامعة كيس ويسترن ريزيرف من 2004 حتى انضم إلى المعهد، حيث تولى منصب رئيس وأستاذ الهندسة الكيميائية في 1 أغسطس 2007. وتنحى من منصب الرئيس بعد ثماني سنوات.

## الجوائز والانجازات
عُيّن أندرسون في المجلس الوطني للعلوم في عام 2014 وحصل على جائزة الهندسة الوطنية من الجمعية الأمريكية للجمعيات الهندسية في عام 2012.
وانتُخب زميلاً في الجمعية الأمريكية لتقدم العلوم وحصل على جائزة التقدم الاحترافي أركيفوس من المعهد الأمريكي للمهندسين الكيميائيين في عام 1989.
كان أندرسون زميلاً لمؤسسة جون سايمون جوجنهايم التذكارية في الفترة ما بين 1982 و 1983.